# Orviston (Pensilvania)
Orviston es un lugar designado por el censo (en inglés, census-designated place, CDP) ubicado en el condado de Centre, Pensilvania, Estados Unidos. Según el censo de 2020, tiene una población de 64 habitantes.

## Geografía
Está ubicado en las coordenadas 41°6′26″N 77°45′12″O / 41.10722, -77.75333. Según la Oficina del Censo de los Estados Unidos, Orviston tiene una superficie total de 0.28 km², correspondientes en su totalidad a tierra firme.

## Demografía
Según el censo de 2020, hay 64 personas residiendo en Orviston. La densidad de población es de 228.6 hab./km². La totalidad de la población son blancos. No hay hispanos o latinos residiendo en la localidad.